# David Laňka
David Laňka (* 8. září 1974, Nové Strašecí) je český filmový scenárista, režisér, producent a autor populárních knih pro děti. V 90. letech začínal jako asistent produkce a asistent režie např. na projektech Bylo nás pět, Swing Kids nebo Smrt na prodej. Ve své literární tvorbě se nejprve věnoval knižním portrétům českých herců a režisérů, ale od roku 2003 se plně věnuje dětské literatuře, kde dosáhl značných úspěchů. Jeho trilogie o Billu Madlafouskovi se stala bestsellerem a dostala se až do slabikářů, neméně populární jsou knihy Vítejte v Pekle!, Ruce vzhůru, tohle je přepadení a nikdo ani hnout! nebo Pohádky pro dospělé děti a nedospělé dospělé.
Jeho filmová tvorba se pak zabývá aktuálními společenskými a sociálními tématy, jako je násilí na ženách (Poslouchej, 2020), autismus (Spolu, 2022), ztráta sexuální intimity (Jedna noc, 2024).
Jeho filmy získaly řadu ocenění na zahraničních filmových festivalech v USA, Itálii, Velké Británii aj.

## Televizní tvorba
Vedle celovečerních filmů určených pro kina se David Laňka věnuje aktivně také tvorbě pro televizi. Napsal scénáře dětských seriálů Jak to lítá na letišti a Datová Lhota, ale vedle toho také ke krimi seriálu Duch, venkovské romanci Hvězdy nad hlavou a gangsterské sérii Bodyguardi (oba seriály i režíroval).

## Audioknihy
Značného úspěchu dosáhl také na poli audioknih a audioseriálů, kterým se věnuje. Kromě adaptací vlastních knih pro děti režíroval také audioknihy Lampička nebo Rybářská chata, ale především dvě série true krimi seriálu Já, vrah, za který obdržel v anketě Audiokniha roku ceny za Nejlepší dramatizaci a Nejlepší zvukový design.

## No Stress Music Video Awards
Vedle aktivní tvorby se zabývá také organizací mezinárodního ocenění pro tvůrce videoklipů No Stress Music Video Awards. Od roku 2020 konaný festival oceňuje nejlepší videoklipy a každoročně uvádí do Síně slávy osobnosti, které se zasloužily o rozvoj formátu hudebního videa (Jiří Suchý, Dariusz Wolski, Jonas Akerlund, John Landis). Mezi klipy oceněnými na NSMVA jsou například videoklipy skupin The Rolling Stones, Caravan Palace nebo zpěvaček Anny Vaverkové, Annabelle, Lenny, Dua Lipa ad.